# Peter Landesman
Peter Landesman est un réalisateur, scénariste, écrivain, journaliste et peintre américain, né le 11 avril 1963 à New York.

## Biographie
Peter Landesman grandit et est élevé près de New York. Peter Landesman commence son parcours professionnel en tant que peintre et écrivain. En 1995, il publie son premier roman The Raven, qui remporte notamment le prix Sue Kaufman de la première œuvre de l'Académie américaine des arts et des lettres.
Il se fait davantage connaitre grâce l'article The Girls Next Door, qui fait la une du New York Times Magazine le 24 janvier 2004. Cet article traite du trafic d'êtres humains et d'esclaves sexuels la plupart du temps mineurs. Cela vaudra à l'auteur plusieurs prix et l'article sera plus tard adapté au cinéma dans Trade sorti en 2007.
Peter Landesman a travaillé pour d'autres journaux comme notamment The New Yorker ou Atlantic Monthly. Il a ainsi couvert des conflits au Rwanda, Kosovo, Afghanistan et Pakistan après les attentats du 11 septembre 2001.
Il se lance ensuite dans une carrière audiovisuelle. Il écrit et réalise Parkland, sorti en 2013. Adapté de l'ouvrage Four Days in November: The Assassination of President John F. Kennedy, le film revient sur les évènements qui se sont déroulés le jour de l'assassinat de John Fitzgerald Kennedy, et les jours suivants, notamment au Parkland Memorial Hospital.
Il scénarise ensuite Secret d'État (Kill the Messenger) réalisé par Michael Cuesta. Ce film est inspiré de l'histoire vraie de Gary Webb, un journaliste d'enquête américain, récipiendaire du prix Pulitzer, connu pour avoir dénoncé une implication de la CIA dans le trafic de drogue.
Il revient ensuite à la réalisation avec Seul contre tous (Concussion), prévu pour fin 2015. L'histoire s'inspire d'un article de presse traitant de cas de traumatismes crâniens dans la National Football League. Dans ce film produit notamment par Ridley Scott, Will Smith incarne le Dr. Bennet Omalu.

## Filmographie
Sauf indication contraire, les informations mentionnées dans cette section peuvent être confirmées par la base de données cinématographiques IMDb,  présente dans la section « Liens externes ».

### Réalisateur
- 2013 : Parkland
- 2015 : Seul contre tous (Concussion)
- 2017 : The Secret Man - Mark Felt (Mark Felt: The Man Who Brought Down the White House)

### Scénariste
- 2013 : Parkland de lui-même
- 2014 : Secret d'État (Kill the Messenger) de Michael Cuesta
- 2015 : Seul contre tous (Concussion) de lui-même
- 2017 : The Silent Man de lui-même

### Producteur
- 2007 : Trade : Les trafiquants de l'ombre (Trade) de Marco Kreuzpaintner
- 2013 : Lost for Life (documentaire) de Joshua Rofé
- 2014 : Secret d'État (Kill the Messenger) de Michael Cuesta